# کارل گابریل یورک
کارل گابریل یورک (انگلیسی: Carl Gabriel Yorke؛ زادهٔ ۲۳ نوامبر ۱۹۵۲) یک هنرپیشه اهل ایالات متحده آمریکا است. 
از فیلم‌ها یا برنامه‌های تلویزیونی که وی در آن نقش داشته است می‌توان به کانیبال هولوکاست و جک خرس اشاره کرد.